# Selección de críquet de los Países Bajos
La selección de críquet de los Países Bajos (en neerlandés: Nederlandse cricketteam) es el equipo que representa a los Países Bajos y está administrado por la Real Asociación Neerlandesa de Críquet.
El críquet se ha jugado en los Países Bajos desde al menos el siglo XIX, y en la década de 1860 se consideraba un deporte importante en el país. Otros deportes, en particular el fútbol, han superado hace mucho tiempo al cricket en popularidad entre los neerlandeses, pero hoy en día hay alrededor de 6.000 jugadores de críquet en los Países Bajos. La primera asociación nacional, la precursora de la Real Asociación Neerlandesa de Críquet de hoy, se formó en 1883 y los Países Bajos lograron la Membresía Asociada del International Cricket Council (ICC) en 1966.
Países Bajos ha participado en los once torneos clasificatorios del ICC Trophy/Copa del Mundo, ganando la competición en Canadá en 2001 y terminando como subcampeón dos veces (en 1986 y 1990). Países Bajos también participó en las Copas Mundiales de Cricket de 1996, 2003, 2007 y 2011 , y desde 1996 en adelante, el equipo nacional participó en la competición nacional inglesa del NatWest Trophy (y su sucesor, el Trofeo C&G). En 2004 jugaron cricket de primera clase en la Copa Intercontinental de Críquet, empatando con Escocia en Aberdeen y luego perdiendo en entradas contra Irlanda en Deventer.
Países Bajos disfrutó del estatus de One Day International desde el 1 de enero de 2006 hasta el 1 de febrero de 2014. Recuperó el estatus de Twenty20 International en junio de 2014, después de haber jugado su primer partido en este formato en 2008. Países Bajos recuperó su estatus de ODI después de la conclusión del Clasificatorio para la Copa Mundial de Críquet de 2019 en marzo de 2018. Habían garantizado este estado antes del torneo como resultado de ganar el Campeonato de la Liga Mundial de Críquet ICC 2015-17 y, por lo tanto, clasificarse para la Liga ODI ICC 2020-22 , y retendrán el estado hasta el Clasificatorio para la Copa Mundial de Críquet de 2023.
En abril de 2018, la CPI decidió otorgar el estatus completo de Twenty20 International (T20I) a todos sus miembros. Por lo tanto, todos los partidos de Twenty20 jugados entre los Países Bajos y otros miembros de la ICC después del 1 de enero de 2019 serán un T20I completo. Pieter Seelaar es el actual capitán del equipo.

## Historia

### sigloXIX
El cricket fue introducido en los Países Bajos por soldados británicos durante las Guerras Napoleónicas en el siglo XIX. En la década de 1870 surgieron más clubes. El equipo nacional de Países Bajos jugó su primer partido en 1881. Colocaron a 22 jugadores contra un Uxbridge Cricket Club XI, pero aun así perdieron por una entrada. La Unión neerlandesa de Críquet se formó en 1883, con 18 clubes miembros, cuatro de los cuales todavía existen en la actualidad.
El primer torneo nacional se celebró al año siguiente y fue ganado por Haagsche CC. Los equipos de gira ingleses comenzaron a visitar en 1886, incluido uno en 1891 que presentaba al autor de Sherlock Holmes, Sir Arthur Conan Doyle.
En 1894, los Caballeros de Países Bajos fueron el primer equipo holandés en visitar Inglaterra. La gira incluyó un juego contra el MCC en Lord's , que el MCC ganó por una entrada y 169 carreras. Las giras por equipos ingleses continuaron durante el resto de la década de 1890, que también vio el surgimiento de Carst Posthuma, quien más tarde fue el primer jugador holandés en jugar al cricket de primera clase. Tomó 2339 terrenos con un promedio de 8,66 en su carrera en los Países Bajos.

### De 1900 a 1910
1901 vio otra visita a Inglaterra de los Caballeros de Países Bajos. Jugaron cinco partidos en la gira, empataron dos y perdieron el resto. En 1905 vio el primer partido internacional contra Bélgica, que terminó en empate. El cricket comenzó a declinar en popularidad en la primera década del siglo XX, particularmente entre los atletas jóvenes, debido, en parte, a que los neerlandeses simpatizaban con los bóeres en la guerra de los bóeres y, por lo tanto, no se sintieron atraídos por un juego con vínculos con Inglaterra.
En 1910, el equipo holandés visitó Bélgica para participar en un torneo de exhibición, que también contó con el MCC, Bélgica y Francia. Perdieron ante el MCC por 2 terrenos, y ante Francia por 63 carreras, pero vencieron a Bélgica por 116 carreras.
Durante la Primera Guerra Mundial, en la que los Países Bajos permanecieron neutrales, un gran número de oficiales británicos fueron internados en el país, y muchos de ellos se unieron a clubes de cricket locales. Un equipo formado por estos jugadores incluso ganó el campeonato holandés en 1918.

### Década de 1920 a 1940
The Flamingos, un equipo holandés de gira, se formó en 1921 y luego realizó varias giras por Inglaterra. Las giras de los equipos ingleses también continuaron en este período. Se dice que la década de 1930 fue el apogeo del cricket holandés. En 1934, se formó la primera liga femenina neerlandesa, y el equipo nacional femenino jugó dos partidos contra Australia en 1937, perdiendo fuertemente en ambos. Cricket, por supuesto, se redujo después de la invasión alemana en 1940.

### Década de 1950 a 1980
La década de 1950 vio visitas a los Países Bajos por parte de Australia y las Indias Occidentales, además de su primer partido contra Dinamarca. En 1958, el Cricket Board recibió un Estatuto Real y se convirtió en el "Koninklijke Nederlandse Cricket Bond", nombre que conserva hasta el día de hoy.
En agosto de 1964, los Países Bajos lograron su primera victoria contra una nación de prueba cuando vencieron a Australia por tres terrenos en La Haya. Fueron recompensados con la membresía asociada de la CPI dos años después.
Los dos primeros torneos del ICC Trophy, en 1979 y 1982, trajeron poco éxito a los neerlandeses, que fueron eliminados en la primera ronda en ambos torneos. Pero en el torneo de 1986, terminaron como subcampeones de Zimbabue. El mismo año, Paul-Jan Bakker se convirtió en el primer jugador holandés en jugar al cricket del condado. En 1989, los neerlandeses vencieron a un fuerte once de Inglaterra que incluía a dos futuros capitanes de Inglaterra, Alec Stewart y Nasser Hussain, por 3 carreras.

### Década de 1990
En 1990, los Países Bajos acogieron el ICC Trophy, el primer torneo de este tipo fuera de Inglaterra, y nuevamente terminaron subcampeón tras Zimbabue. En 1991 lograron una victoria de cinco terrenos sobre un XI de las Indias Occidentales, seguido en 1993 por una victoria de siete terrenos sobre un XI de Inglaterra y en 1994 una victoria de nueve terrenos sobre un XI de Sudáfrica. En 1994, los neerlandeses finalmente se clasificaron para la Copa Mundial, después de terminar terceros en el ICC Trophy de ese año. En la propia Copa Mundial de Críquet de 1996, fueron eliminados en la primera ronda, pero se desempeñaron con algo de crédito en su juego contra Inglaterra.
1995 vio a los Países Bajos entrar en el NatWest Trophy por primera vez. Participaron en este torneo durante diez años, y su mejor actuación llegó en 1999 cuando llegaron a la cuarta ronda, superando a Durham en el camino.
Los Países Bajos no se clasificaron para la Copa Mundial de Críquet de 1999, ya que solo pudieron llegar sextos en el ICC Trophy de 1997. Sin embargo, el país fue sede de un partido de la Copa del Mundo, entre Kenia y Sudáfrica en Amstelveen.
Países Bajos compitió en el primer Campeonato Europeo en 1996, quedando en segundo lugar. Han competido en todos los torneos desde entonces, ganando en 1998 y 2000.

### sigloXXI

#### 2000-2009
En 2001, Países Bajos finalmente ganó el ICC Trophy, venciendo a Namibia en la final de Toronto. Así se clasificaron para la Copa Mundial de Críquet de 2003. Nuevamente no lograron avanzar más allá de la primera ronda del torneo, pero registraron su primera victoria internacional de un día sobre Namibia durante el torneo. Feiko Kloppenburg (con 121) y Klaas-Jan van Noortwijk (134 no eliminados) marcaron los dos primeros siglos de One Day International en la historia del equipo.
En el ICC Trophy 2005, Países Bajos terminó quinto, clasificándose para la Copa Mundial de Críquet de 2007, y ganando un día de estatus Internacional hasta el Clasificatorio para la Copa Mundial de Críquet de 2011. Su primer partido internacional de un día con este nuevo estatus estaba programado para ser contra Kenia en marzo de 2006; sin embargo, este partido fue cancelado debido a una gira de Kenia por Bangladés. En cambio, su primer ODI con este estado (y el duodécimo en general) fue contra Sri Lanka; este fue su primer ODI en casa. Sin embargo, Sri Lanka ganó la serie de dos partidos 2-0, con una puntuación ODI récord de 443-9.
Los neerlandeses jugaron su primer partido de la Copa Intercontinental de 2006 contra Kenia en Nairobi en marzo. El juego estaba empatado, pero Países Bajos ganó seis puntos para una ventaja en la primera entrada. En agosto, Países Bajos compitió en la Primera División del Campeonato Europeo. Vencieron a Dinamarca e Italia, pero perdieron ante Escocia y su juego contra Irlanda se vio interrumpido por la lluvia. Terminaron terceros en el torneo.
En noviembre, los neerlandeses viajaron a Sudáfrica. Primero jugaron un partido de la Copa Intercontinental contra las Bermudas: David Hemp logró lo que entonces era un puntaje récord de la competencia de 247, no fuera del empate. Esto fue seguido por una serie triangular contra Bermuda y Canadá, que ganaron. Su último partido de 2006, también en Sudáfrica, fue un partido de la Copa Intercontinental contra Canadá. Ganaron el partido por 7 terrenos, con Ryan ten Doeschate estableciendo una nueva puntuación individual récord de competencia de 259 no fuera.
A principios de 2007, viajaron a Nairobi, Kenia para participar en la División Uno de la Liga Mundial de Críquet, terminando terceros de seis. Esto fue seguido por la Copa Mundial de Críquet de 2007 en las Indias Occidentales, donde fueron eliminados en la primera ronda, aunque vencieron a Escocia en el camino.
Después de la Copa del Mundo, pasaron por un período de transformación. El capitán Luuk van Troost se retiró, al igual que Tim de Leede y su entrenador Peter Cantrell. Daan van Bunge también optó por tomarse un descanso del cricket internacional, y el nuevo entrenador optó por no contratar los servicios del entrenador de bolos Ian Pont.
En junio de 2007, visitaron Canadá, ganando por primera vez un partido de la Copa Intercontinental contra Canadá en King City, Ontario. Luego ganaron el primer ODI por 117 carreras, y el segundo fue abandonado. Luego jugaron una serie cuadrangular en Irlanda, perdiendo por diez terrenos ante las Indias Occidentales, y por una carrera ante Irlanda, y el juego contra Escocia fue abandonado debido a la lluvia.
En agosto de 2008, Países Bajos participó en el Clasificatorio ICC World Twenty20 2009. Este fue su debut jugando partidos de Twenty20 International. Terminaron en primer lugar en el Grupo B, según su tasa de ejecución. Después de vencer a Escocia en las semifinales, la final fue abandonada debido a la lluvia y el trofeo fue compartido entre Países Bajos e Irlanda.
Países Bajos causó sensación en el mundo del cricket al vencer a Inglaterra en el partido inaugural del ICC World Twenty20 2009, siendo 500/1 forasteros. Perdieron su segundo partido ante los eventuales ganadores Pakistán y no se clasificaron para la etapa de super 8 según el índice de carreras.

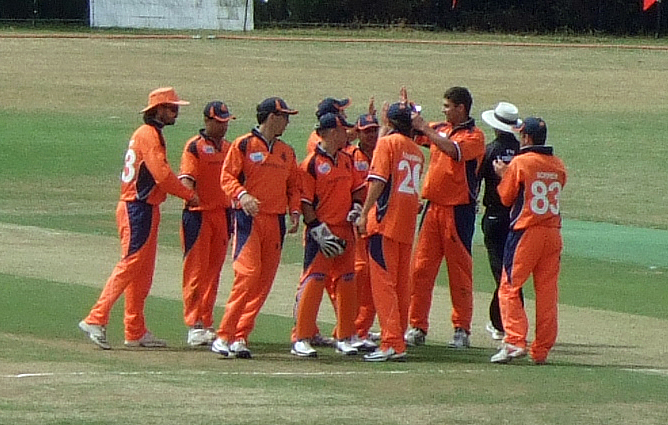
Selección de críquet de Países Bajos en Róterdam, ICC WCL Division One en 2010

#### 2010-presente
El 20 de julio de 2010, Países Bajos venció a una nación miembro de pleno derecho por primera vez en un ODI. En un partido único acortado por la lluvia a 30 overs por lado, vencieron a Bangladéspor 6 terrenos. La victoria en combinación con su porcentaje de victorias frente a otras naciones asociadas y afiliadas dio como resultado que los Países Bajos se incluyeran en las clasificaciones oficiales de ODI de ICC.
El 22 de febrero de 2011, Países Bajos registró el total más alto de su historia contra una nación miembro de pleno derecho, anotando 292 contra Inglaterra, bateando primero en la Copa Mundial de Críquet de 2011. Ryan Ten Doeschate anotó 119 de 110 bolas. Sin embargo, los Países Bajos no pudieron defender su fuerte total y no pudieron lograr un gran impacto, Inglaterra ganó por 6 terrenos con 2 overs de sobra. Finalmente no pudieron ganar ninguno de sus partidos de grupo y fueron los últimos en su Grupo.
En septiembre de 2011, Países Bajos blanqueó a Kenia en una serie corta de ODI de dos partidos celebrada en casa.
En el ICC World Twenty20 2014 , Países Bajos tuvo una victoria y una derrota antes de su último partido. Para pasar con la tasa de ejecución neta contra Zimbabue e Irlanda, necesitaban perseguir el puntaje de Irlanda en 14.2 overs o menos. Como Irlanda anotó 189, esto parecía poco probable. Sin embargo, el bateo fuerte y agresivo les permitió anotar 193/4 en 13.5 overs, asegurando el paso a los Super 10 del ICC World Twenty20 2014 . Aunque perdieron sus primeros tres juegos en el grupo, incluido un 39/10 contra Sri Lanka, lograron una sorpresa contra Inglaterra en su último juego.
En junio de 2014, Nepal y Países Bajos concedieron el estatus T20 por parte de la junta de la CPI en la conferencia anual en Melbourne.

## Participaciones

### Copa Mundial de Críquet
| Año    | Resultado           | Pos.                | GP                  | G                   | E                   | P                   | SR                  |
| ------ | ------------------- | ------------------- | ------------------- | ------------------- | ------------------- | ------------------- | ------------------- |
| 1975   | No participó        | No participó        | No participó        | No participó        | No participó        | No participó        | No participó        |
| 1979   | No clasificó        | No clasificó        | No clasificó        | No clasificó        | No clasificó        | No clasificó        | No clasificó        |
| / 1992 | No clasificó        | No clasificó        | No clasificó        | No clasificó        | No clasificó        | No clasificó        | No clasificó        |
| / 1996 | Fase de grupos      | 12°                 | 5                   | 0                   | 0                   | 5                   | 0                   |
| 1999   | No clasificó        | No clasificó        | No clasificó        | No clasificó        | No clasificó        | No clasificó        | No clasificó        |
| 2003   | Fase de grupos      | 11°                 | 6                   | 1                   | 0                   | 5                   | 0                   |
| 2007   | Fase de grupos      | 12°                 | 3                   | 1                   | 0                   | 2                   | 0                   |
| / 2011 | Fase de grupos      | 13°                 | 6                   | 0                   | 0                   | 6                   | 0                   |
| / 2015 | No clasificó        | No clasificó        | No clasificó        | No clasificó        | No clasificó        | No clasificó        | No clasificó        |
| / 2019 | No clasificó        | No clasificó        | No clasificó        | No clasificó        | No clasificó        | No clasificó        | No clasificó        |
| 2023   | Aún para clasificar | Aún para clasificar | Aún para clasificar | Aún para clasificar | Aún para clasificar | Aún para clasificar | Aún para clasificar |
| Total  | 0 Títulos           | 4/12                | 20                  | 2                   | 0                   | 18                  | 0                   |

### ICC World Twenty20
| Año   | Resultado      | Pos.           | GP             | G              | E              | P              | SR             |
| ----- | -------------- | -------------- | -------------- | -------------- | -------------- | -------------- | -------------- |
| 2007  | No clasificó   | No clasificó   | No clasificó   | No clasificó   | No clasificó   | No clasificó   | No clasificó   |
| 2009  | Fase de grupos | 12/9           | 2              | 1              | 0              | 1              | 0              |
| 2010  | No clasificó   | No clasificó   | No clasificó   | No clasificó   | No clasificó   | No clasificó   | No clasificó   |
| 2012  | No clasificó   | No clasificó   | No clasificó   | No clasificó   | No clasificó   | No clasificó   | No clasificó   |
| 2014  | Super 10       | 16/9           | 7              | 3              | 0              | 4              | 0              |
| 2016  | Fase de grupos | 16/12          | 3              | 1              | 0              | 1              | 1              |
| 2021  | Clasificado    | Clasificado    | Clasificado    | Clasificado    | Clasificado    | Clasificado    | Clasificado    |
| 2022  | Por determinar | Por determinar | Por determinar | Por determinar | Por determinar | Por determinar | Por determinar |
| Total | 0 Títulos      | 3/6            | 12             | 5              | 0              | 6              | 1              |

### ICC Champions Trophy
- 1998: No participó[47]
- 2000: No participó[48]
- 2002: Primera ronda
- 2004: No clasificó[49]
- 2006: No participó[50]
- 2009: No participó
- 2013: No participó
- 2017: No participó

### Liga Mundial de Críquet
- 2007 División Uno: [28]
- 2010 División Uno: 4°
- 2011–13 Championship: 4°
- 2015 División Dos:
- 2015–17 Championship:

### Copa Intercontinental
- 2004: Primera Ronda[51]
- 2005: Primera Ronda[52]
- 2006: Primera Ronda[53]
- 2007–08: 5°
- 2009–10: 6°
- 2011–13: 8°
- 2015–17:

### ICC 6 Nations Challenge
- 2000: [54]
- 2002: 6°[55]
- 2004: 4°[56]

### ICC Trophy / World Cup Qualifier
- 1979: Primera Ronda[11]
- 1982: Primera Ronda[11]
- 1986: [11]
- 1990: [11]
- 1994: [11]
- 1997: 6°[11]
- 2001: [11]
- 2005: 5°[11]
- 2009: [11]
- 2014: 7°[11]
- 2018: 7°[11]

### Campeonato Europeo
- 1996: [11]
- 1998: [11]
- 2000:  (División Uno)[11]
- 2002: 4° (División Uno)[11]
- 2004:  (División Uno)[11]
- 2006:  (División Uno)[11]
- 2010–2015: Inelegible

### ICC World Twenty20 Clasificatorio
- 2008:  (con Irlanda)†
- 2010: 4°
- 2012: 4°
- 2013: 5°
- 2015:  (con Escocia)†
- 2019:

† La final fue interrumpida por la lluvia, por lo que el trofeo se compartió.

## Estadísticas

### Partidos internacionales
Última actualización el 2 de junio de 2021.
| Torneo                  | PJ | G  | E | P  | SR | Partido inaugural     |
| ----------------------- | -- | -- | - | -- | -- | --------------------- |
| One-Day Internationals  | 83 | 33 | 1 | 46 | 3  | 17 de febrero de 1996 |
| Twenty20 Internationals | 80 | 41 | 2 | 34 | 3  | 2 de agosto de 2008   |

### One-Day Internationals
- Mayor total del equipo: 315/8 contra Bermudas el 18 de agosto de 2007 en Róterdam[57]
- Puntuación individual más alta: 137*, Wesley Barresi contra Kenia el 23 de enero de 2014 en Lincoln[58]
- Mejores figuras individuales de bolos: 24/5, Timm van der Gugten vs. Canadá el 29 de agosto de 2013 en King City[59]

| Jugador            | Carreras | Prom. | Periodo   |
| ------------------ | -------- | ----- | --------- |
| Ryan ten Doeschate | 1,541    | 67,00 | 2006–2011 |
| Eric Szwarczynski  | 1.102    | 29,78 | 2006-2014 |
| Bas Zuiderent      | 1.097    | 23,84 | 1996–2011 |
| Peter Borren       | 1,004    | 22.31 | 2006-2014 |
| Tom Cooper         | 976      | 48,80 | 2010-2013 |

| Jugador            | Wickets | Prom. | Periodo   |
| ------------------ | ------- | ----- | --------- |
| Mudassar Bukhari   | 57      | 28.08 | 2007-2014 |
| Ryan ten Doeschate | 55      | 24.12 | 2006–2011 |
| Pieter Seelaar     | 53      | 29,28 | 2006-2021 |
| Peter Borren       | 46      | 35,21 | 2006-2014 |
| Edgar Schiferli    | 33      | 30.54 | 2002-2013 |

| Jugador                 | Puntaje | Oponente   | Lugar        | Fecha                 |
| ----------------------- | ------- | ---------- | ------------ | --------------------- |
| Wesley Barresi          | 137*    | Kenia      | Lincoln      | 23 de enero de 2014   |
| Klaas-Jan van Noortwijk | 134*    | Namibia    | Bloemfontein | 3 de marzo de 2003    |
| Feiko Kloppenburg       | 121     | Namibia    | Bloemfontein | 3 de marzo de 2003    |
| Ryan ten Doeschate      | 119     | Inglaterra | Nagpur       | 22 de febrero de 2011 |
| Ryan ten Doeschate      | 109*    | Bermudas   | Nairobi      | 4 de febrero de 2007  |

| Jugador             | Puntaje | Oponente                                            | Lugar         | Fecha                |
| ------------------- | ------- | --------------------------------------------------- | ------------- | -------------------- |
| Timm van der Gugten | 24/5    | Canadá                                              | King City     | 29 de agosto de 2013 |
| Pieter Seelaar      | 15/4    | Canadá                                              | King City     | 29 de agosto de 2013 |
| Edgar Schiferli     | 23/4    | Kenia                                               | Potchefstroom | 19 de abril de 2009  |
| Ryan ten Doeschate  | 31/4    | Canadá                                              | Nairobi       | 30 de enero de 2007  |
| Peter Borren        | 4/32    | [[Selección de críquet de Afganistán\| Afganistán]] | Sharjah       | 29 de marzo de 2012  |

#### Registro contra otros países
Última actualización el 2 de junio de 2021.
| Oponente                         | PJ                               | G                                | E                                | P                                | SR                               | Primer partido                   | Primera victoria                 |
| Miembros de pleno derecho de ICC | Miembros de pleno derecho de ICC | Miembros de pleno derecho de ICC | Miembros de pleno derecho de ICC | Miembros de pleno derecho de ICC | Miembros de pleno derecho de ICC | Miembros de pleno derecho de ICC | Miembros de pleno derecho de ICC |
| -------------------------------- | -------------------------------- | -------------------------------- | -------------------------------- | -------------------------------- | -------------------------------- | -------------------------------- | -------------------------------- |
| Afganistán                       | 6                                | 2                                | 0                                | 4                                | 0                                | 30 de agosto de 2009             | 30 de agosto de 2009             |
| Australia                        | 2                                | 0                                | 0                                | 2                                | 0                                | 20 de febrero de 2003            |                                  |
| Bangladés                        | 2                                | 1                                | 0                                | 1                                | 0                                | 20 de julio de 2010              | 20 de julio de 2010              |
| Inglaterra                       | 3                                | 0                                | 0                                | 3                                | 0                                | 22 de febrero de 1996            |                                  |
| India                            | 2                                | 0                                | 0                                | 2                                | 0                                | 12 de febrero de 2003            |                                  |
| Indias Occidentales              | 2                                | 0                                | 0                                | 2                                | 0                                | 10 de julio de 2007              |                                  |
| Irlanda                          | 11                               | 2                                | 1                                | 7                                | 1                                | 8 de agosto de 2006              | 5 de febrero de 2007             |
| Nueva Zelanda                    | 1                                | 0                                | 0                                | 1                                | 0                                | 17 de febrero de 1996            |                                  |
| Pakistán                         | 3                                | 0                                | 0                                | 3                                | 0                                | 26 de febrero de 1996            |                                  |
| Sri Lanka                        | 3                                | 0                                | 0                                | 3                                | 0                                | 16 de septiembre de 2002         |                                  |
| Sudáfrica                        | 4                                | 0                                | 0                                | 4                                | 0                                | 5 de marzo de 1996               |                                  |
| Zimbabue                         | 3                                | 2                                | 0                                | 1                                | 0                                | 28 de febrero de 2003            | 19 de junio de 2019              |
| Miembros asociados de ICC        |                                  |                                  |                                  |                                  |                                  |                                  |                                  |
| Bermudas                         | 7                                | 6                                | 0                                | 1                                | 0                                | 28 de noviembre de 2006          | 28 de noviembre de 2006          |
| Canadá                           | 9                                | 8                                | 0                                | 0                                | 1                                | 26 de noviembre de 2006          | 26 de noviembre de 2006          |
| Emiratos Árabes Unidos           | 1                                | 0                                | 0                                | 1                                | 0                                | 1 de marzo de 1996               |                                  |
| Escocia                          | 11                               | 3                                | 0                                | 7                                | 1                                | 6 de agosto de 2006              | 22 de marzo de 2007              |
| Kenia                            | 10                               | 7                                | 0                                | 3                                | 0                                | 31 de enero de 2007              | 21 de agosto de 2008             |
| Namibia                          | 1                                | 1                                | 0                                | 0                                | 0                                | 3 de marzo de 2003               | 3 de marzo de 2003               |
| Nepal                            | 2                                | 1                                | 0                                | 1                                | 0                                | 1 de agosto de 2018              | 1 de agosto de 2018              |

### Twenty20 Internationals
- Total más alto del equipo: 209/7 (19.3 overs) vs. Nepal el 20 de abril de 2021 en el Kirtipur.[62]
- Puntaje individual más alto: 133*, Max O'Dowd vs. Malasia el 18 de abril de 2021 en Kirtipur.[63]
- Mejores figuras individuales de bolos: 5/19, Ahsan Malik vs. Sudáfrica el 27 de marzo de 2014 en Chittagong.[64]

| Jugador         | Carreras | Prom. | Periodo   |
| --------------- | -------- | ----- | --------- |
| Ben Cooper      | 1.230    | 29,28 | 2013-2021 |
| Max O'Dowd      | 1.038    | 28,83 | 2015-2021 |
| Wesley Barresi  | 799      | 22,82 | 2012-2019 |
| Stephan Myburgh | 741      | 24,70 | 2012-2019 |
| Peter Borren    | 638      | 19,33 | 2008-2017 |

| Jugador              | Wickets | Prom. | Periodo   |
| -------------------- | ------- | ----- | --------- |
| Pieter Seelaar       | 56      | 22,64 | 2008-2021 |
| Paul van Meekeren    | 47      | 22.57 | 2013-2021 |
| Ahsan Malik          | 44      | 16.59 | 2012-2017 |
| Mudassar Bukhari     | 43      | 18.13 | 2008-2016 |
| Roelof van der Merwe | 40      | 15,82 | 2015-2019 |
| Timm van der Gugten  | 40      | 21.17 | 2012-2019 |

#### Registro contra otros países
Última actualización 24 de abril de 2021.
| Oponente                         | PJ                               | G                                | E                                | P                                | SR                               | Primer partido                   | Primera victoria                 |
| Miembros de pleno derecho de ICC | Miembros de pleno derecho de ICC | Miembros de pleno derecho de ICC | Miembros de pleno derecho de ICC | Miembros de pleno derecho de ICC | Miembros de pleno derecho de ICC | Miembros de pleno derecho de ICC | Miembros de pleno derecho de ICC |
| -------------------------------- | -------------------------------- | -------------------------------- | -------------------------------- | -------------------------------- | -------------------------------- | -------------------------------- | -------------------------------- |
| Afganistán                       | 4                                | 2                                | 2                                | 0                                | 0                                | 12 de febrero de 2010            | 12 de febrero de 2010            |
| Bangladés                        | 3                                | 1                                | 2                                | 0                                | 0                                | 25 de julio de 2012              | 26 de julio de 2012              |
| Inglaterra                       | 2                                | 2                                | 0                                | 0                                | 0                                | 5 de junio de 2009               | 5 de junio de 2009               |
| Irlanda                          | 12                               | 7                                | 4                                | 0                                | 1                                | 5 de agosto de 2008              | 21 de marzo de 2014              |
| Nueva Zelanda                    | 1                                | 0                                | 1                                | 0                                | 0                                | 29 de marzo de 2014              |                                  |
| Pakistán                         | 1                                | 0                                | 1                                | 0                                | 0                                | 9 de junio de 2009               |                                  |
| Sri Lanka                        | 1                                | 0                                | 1                                | 0                                | 0                                | 24 de marzo de 2014              |                                  |
| Sudáfrica                        | 1                                | 0                                | 1                                | 0                                | 0                                | 27 de marzo de 2014              |                                  |
| Zimbabue                         | 3                                | 1                                | 1                                | 1                                | 0                                | 19 de marzo de 2014              | 23 de junio de 2019              |
| Miembros asociados de ICC        |                                  |                                  |                                  |                                  |                                  |                                  |                                  |
| Bermudas                         | 1                                | 1                                | 0                                | 0                                | 0                                | 26 de octubre de 2019            | 26 de octubre de 2019            |
| Canadá                           | 3                                | 2                                | 1                                | 0                                | 0                                | 2 de agosto de 2008              | 9 de febrero de 2010             |
| Emiratos Árabes Unidos           | 8                                | 4                                | 4                                | 0                                | 0                                | 17 de marzo de 2014              | 17 de marzo de 2014              |
| Escocia                          | 13                               | 6                                | 7                                | 0                                | 0                                | 4 de agosto de 2008              | 4 de agosto de 2008              |
| Hong Kong                        | 2                                | 1                                | 1                                | 0                                | 0                                | 18 de enero de 2017              | 10 de octubre de 2019            |
| Kenia                            | 6                                | 4                                | 2                                | 0                                | 0                                | 2 de agosto de 2008              | 2 de agosto de 2008              |
| Malasia                          | 1                                | 1                                | 0                                | 1                                | 0                                | 18 de abril de 2021              | 18 de abril de 2021              |
| Namibia                          | 1                                | 1                                | 0                                | 0                                | 0                                | 19 de octubre de 2019            | 19 de octubre de 2019            |
| Nepal                            | 9                                | 4                                | 4                                | 0                                | 1                                | 30 de junio de 2015              | 30 de junio de 2015              |
| Omán                             | 4                                | 2                                | 1                                | 0                                | 1                                | 11 de marzo de 2016              | 15 de enero de 2017              |
| Papúa Nueva Guinea               | 2                                | 1                                | 1                                | 0                                | 0                                | 24 de octubre de 2019            | 2 de noviembre de 2019           |
| Singapur                         | 1                                | 1                                | 0                                | 0                                | 0                                | 22 de octubre de 2019            | 22 de octubre de 2019            |

## Otros registros

### ICC Trophy
- Total más alto del equipo: 425/4 contra Israel , 18 de junio de 1986 en Solihull , Inglaterra.[67]
- Entradas individuales más altas: 169 sin out, Rupert Gomes v. Israel , 4 de junio de 1990 en Amstelveen , Países Bajos.[68]
- Mejor entrada de bolos: 7/9, Asim Khan v. África central y oriental , 24 de marzo de 1997 en el Royal Military College, Kuala Lumpur , Malasia.[69]

## Jugadores notables

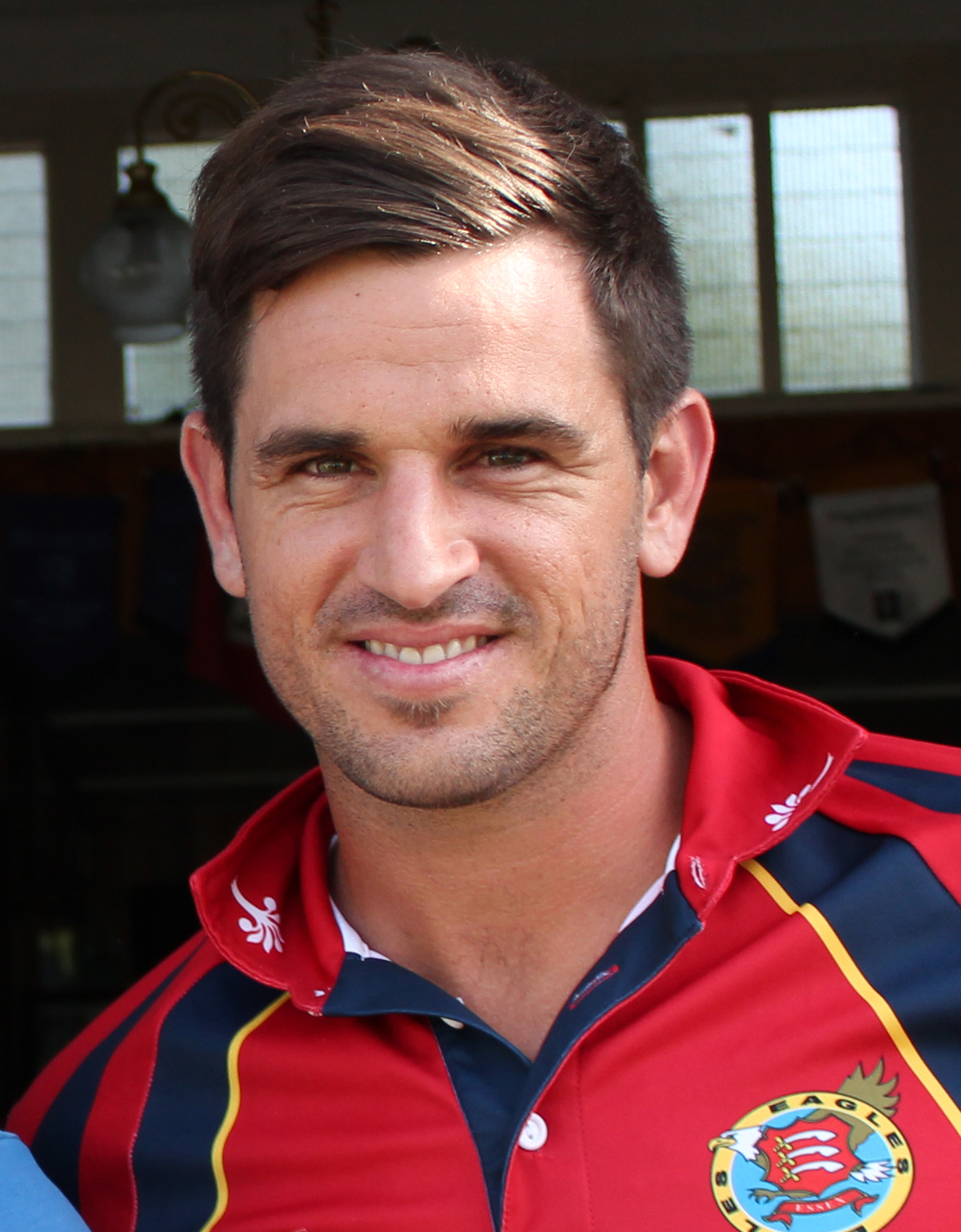
Ryan ten Doeschate actualmente tiene el récord del promedio de bateo más alto en el cricket ODI.

Varios jugadores de cricket neerlandeses también han jugado a un nivel de primera clase en otros lugares, el más exitoso de ellos probablemente sea Roland Lefebvre, quien jugó para Somerset y Glamorgan en el cricket del condado inglés , así como para Canterbury en Nueva Zelanda.
Los jugadores neerlandeses que han jugado cricket de primera clase fuera de la Copa Intercontinental incluyen:
- Ryan ten Doeschate - Jugando para Essex , Canterbury Wizards , Kolkata Knight Riders y Mashonaland Eagles
- Dirk Nannes , que ha jugado para los Victorian Bushrangers en Australia, los Delhi Daredevils , los Royal Challengers Bangalore y los Chennai Super Kings en la IPL, y ha jugado cricket T20I y ODI para Australia.
- Nolan Clarke , que jugó para Barbados desde 1969/70 hasta 1976/77.
- Tom Cooper , que actualmente juega al cricket de primera clase para Australia del Sur.
- Michael Swart , quien jugó para Australia Occidental desde 2010 hasta 2011.
- Paul-Jan Bakker , quien jugó para Hampshire desde 1986 hasta 1992.
- Alexei Kervezee - Jugando para Worcestershire desde 2007.
- Bill Glerum , quien jugó un juego de primera clase para los Free Foresters en 1957.
- Carst Posthuma , quien jugó cinco partidos de primera clase para el London County Cricket Club en 1903.
- Darron Reekers - quien jugó tres partidos de primera clase para Otago en 1997/98 y partidos de la Lista A tanto para Otago como para Canterbury (1994 / 95-2001 / 02).
- Daan van Bunge , quien jugó para Middlesex en 2004.
- Andre van Troost , que jugó para Somerset de 1991 a 1998 y para Griqualand West en la temporada 1994/95 en Sudáfrica.
- Bas Zuiderent , que jugó para Sussex de 2001 a 2003.
- Timm van der Gugten : jugó para Nueva Gales del Sur y otros en Australia y Nueva Zelanda. Ahora jugando para Glamorgan .
- Logan van Beek , que actualmente juega para Wellington Firebirds y anteriormente representó a Canterbury Wizards[70]

## Jugadores

### Equipo actual
Aquí se enumeran todos los jugadores activos que han jugado para Países Bajos en el último año (desde el 2 de junio de 2020) y las formas en las que han jugado, o cualquier jugador (en cursiva) fuera de este criterio que haya sido seleccionado en la última versión del equipo. equipo.
| Nombre                        | Edad       | Estilo de bateo | Estilo de bolos                    | Torneos           | #          | Último FC  | Último ODI | Último T20I |
| Bateadores                    | Bateadores | Bateadores      | Bateadores                         | Bateadores        | Bateadores | Bateadores | Bateadores | Bateadores  |
| ----------------------------- | ---------- | --------------- | ---------------------------------- | ----------------- | ---------- | ---------- | ---------- | ----------- |
| Ben Cooper                    | 29         | Zurdo           | Medio brazo derecho                | ODI, T20I         | 32         | 2017       | 2021       | 2021        |
| Bas de Leede                  | 21         | Diestro         | Brazo derecho medio-rápido         | ODI, T20I         | -          | 2017       | 2021       | 2021        |
| Musa Ahmed                    | 23         | Zurdo           | Rotura de pierna del brazo derecho | ODI               | -          | -          | -          | -           |
| Stephan Myburgh               | 37         | Zurdo           | Descanso del brazo derecho         | ODI               | -          | 2017       | 2021       | 2019        |
| Max O'Dowd                    | 27         | Diestro         | Descanso del brazo derecho         | ODI, T20I         | 4          | 2017       | 2021       | 2021        |
| Vikramjit Singh               | 18         | Zurdo           | Brazo derecho medio-rápido         | T20I              | -          | -          | -          | 2021        |
| Antonius Staal                | 25         | Diestro         | Rotura de pierna del brazo derecho | T20I              | -          | -          | -          | 2021        |
| Porteros                      |            |                 |                                    |                   |            |            |            |             |
| Scott Edwards                 | 24         | Diestro         | -                                  | ODI, T20I         | 35         | 2017       | 2021       | 2021        |
| Tobias Visee                  | 30         | Diestro         | -                                  | ODI, T20I         | -          | 2017       | 2021       | 2021        |
| Todoterreno                   |            |                 |                                    |                   |            |            |            |             |
| Pieter Seelaar                | 33         | Diestro         | Ortodoxo lento del brazo izquierdo | ODI (C), T20I (C) | 8          | 2017       | 2021       | 2021        |
| Logan van Beek                | 30         | Diestro         | Brazo derecho medio-rápido         | ODI               | -          | 2017       | 2021       | 2016        |
| Saqib Zulfiqar                | 24         | Diestro         | Rotura de pierna del brazo derecho | ODI               | -          | 2017       | 2021       | 2019        |
| Jugadores de bolos de ritmo   |            |                 |                                    |                   |            |            |            |             |
| Sebastiaan Braat              | 28         | Diestro         | Brazo derecho medio-rápido         | T20I              | -          | 2013       | -          | 2021        |
| Brandon Glover                | 24         | Diestro         | Rápido con el brazo derecho        | ODI               | -          | -          | 2021       | 2019        |
| Vivian Kingma                 | 26         | Diestro         | Brazo derecho rápido-medio         | ODI, T20I         | -          | 2017       | 2021       | 2021        |
| Fred Klaassen                 | 28         | Diestro         | Brazo izquierdo medio-rápido       | ODI               | -          | -          | 2021       | 2019        |
| Timm van der Gugten           | 30         | Diestro         | Brazo derecho rápido-medio         | ODI               | 10         | 2017       | 2021       | 2019        |
| Paul van Meekeren             | 28         | Diestro         | Brazo derecho rápido-medio         | ODI, T20I         | 47         | 2017       | 2021       | 2021        |
| Jugadores de bolos giratorios |            |                 |                                    |                   |            |            |            |             |
| Philippe Boissevain           | 20         | Diestro         | Rotura de pierna del brazo derecho | ODI, T20I         | -          | -          | 2021       | 2021        |
| Julian de Mey                 | -          | Diestro         | Ortodoxo lento del brazo izquierdo | T20I              | -          | -          | -          | 2021        |
| Aryan Dutt                    | 18         | Diestro         | Descanso del brazo derecho         | ODI, T20I         | -          | -          | 2021       | 2021        |

### Cuerpo técnico
| Posición                         | Nombre         |
| -------------------------------- | -------------- |
| Entrenador:                      | Ryan Campbell  |
| Asistente del entrenador:        | Trevor Penney  |
| Entrenador asistente / analista: | James Hilditch |
| Entrenador de bolos              | Chris Liddle   |
| Fisioterapeuta:                  | Courtney Walsh |
| El director del equipo:          | Jeroen Smits   |

## Entrenadores
Las siguientes personas han entrenado a la selección neerlandesa en varias etapas. Para algunos entrenadores, las fechas exactas de su mandato no están disponibles, aunque se indican los torneos clave:
| Nombre                                 | Inicio               | Final                      | Logros |
| -------------------------------------- | -------------------- | -------------------------- | --- |
| Emmerson Trotman                       | 1996/1997            | Octubre de 2004            | ICC Trophy2001 (ganado) Trofeo Campeones 2002 Copa del Mundo 2003 |
| Peter Cantrell (interino)              | Octubre de 2004      | Noviembre de 2004          | |
| Bob Simpson                            | Noviembre de 2004    | después del ICC Trophy2005 | ICC Trophy 2005 |
| Peter Cantrell                         | Noviembre de 2005    | Abril de 2007              | 2007 WCL (Div. 1) Copa del Mundo 2007 |
| Paul-Jan Bakker (en funciones)         | 1 de mayo de 2007    | Enero de 2008              | 2007-08 Copa Intercontinental (dos primeros partidos) |
| Peter Drinnen                          | Enero de 2008        | Octubre de 2013            | Copa Intercontinental 2007-08 (últimos cinco partidos) Clasificatorio para la Copa del Mundo de 2009 2010 WCL (Div. 1) Copa del Mundo 2011 Campeonato de la WCL 2011-13 |
| Anton Roux (inicialmente en funciones) | Octubre de 2013 [84] | 2016                       | Clasificatorio para la Copa del Mundo 2014 |
| Ryan Campbell                          | Abril de 2017        |                            | Clasificatorio para la Copa del Mundo 2018 |